# Ruth Ridge
Ruth Ridge ein schwarzer, felsiger und 2,5 km langer Gebirgskamm im Grahamland im Norden der Antarktischen Halbinsel. Er bildet mit einer nord-südlichen Ausrichtung und einem kleinen Gipfel am südlichen Ende den südlichen Ausläufer des Detroit-Plateaus. Zudem markiert der Gebirgskamm den Richtungswechsel der Geländestufe entlang der Nordenskjöld-Küste nach Westen, wo jene die Nordwand des Drygalski-Gletschers bildet.
Der schwedische Polarforscher Otto Nordenskjöld benannte die Formation im Zuge der Schwedischen Antarktisexpedition (1901–1903) nach seiner Schwester Ruth Anna Gunilla Nordenskjöld (1880–1941) als Kap Ruth. Ihre wahre Natur deckte der Falkland Islands Dependencies Survey 1947 durch eigene Vermessungen auf.